# Силует (графіка)
Силует (графіка) — різновид графічної техніки (гравюра, малюнок) в мистецтві портрета, що мав поширення в XVIII столітті. Техніка використовувалась для чітко профільного зображення людини.
Силуе́т — узагальнене площинне однотонне зображення постаті або предмета, форма яких окреслюється тільки контуром. Назва походить від прізвища французького міністра фінансів Етьєна де Силуета, який був настільки скупим, що його карикатуру зобразили лише у вигляді затемненого абрису.

## Китайське коріння
Мистецтво силуету виникло в Китаї, де здавна мали поширення картинки, виконані лише чорною фарбою і лише силуетом. В Європі їх називали — китайські тіні.

## Силует у Франції 18 століття
Разом з захопленням шинуазрі (поверхневою китайщиною) в Європі набуло захоплення і силуетом. Особливе поширення ця техніка мала у Франції в добу рококо, з її пристрастю до декоративності і примхливих візерунків. Поряд з портретами олійними фарбами чи в інших техніках силует вважався досить дешевим. Але він швидко перемістився в бідні верства суспільства і тогочасної артистичної богеми, які не могли замовити коштовні портрети. Силует мав значення невеличкої, інтимної речі, що нагадувала про близьких родичів, приятелів, коханих.
Зневажливе відношення аристократії до подібних портретів не вщухало. На них перейшла назва від імені міністра Франції Етьєна Силуетта (1709—1767), відомого скупістю і вузькими поглядами. Паризький світ зневажливо називав силуетами усе дрібне, дешеве і непрестижне.
Згодом, силует перемістився на твори декоративно-ужиткового мистецтва та в альбоми. З'явились табакерки з силуетами, вишивки, інкрустації, силуети на порцеляні.

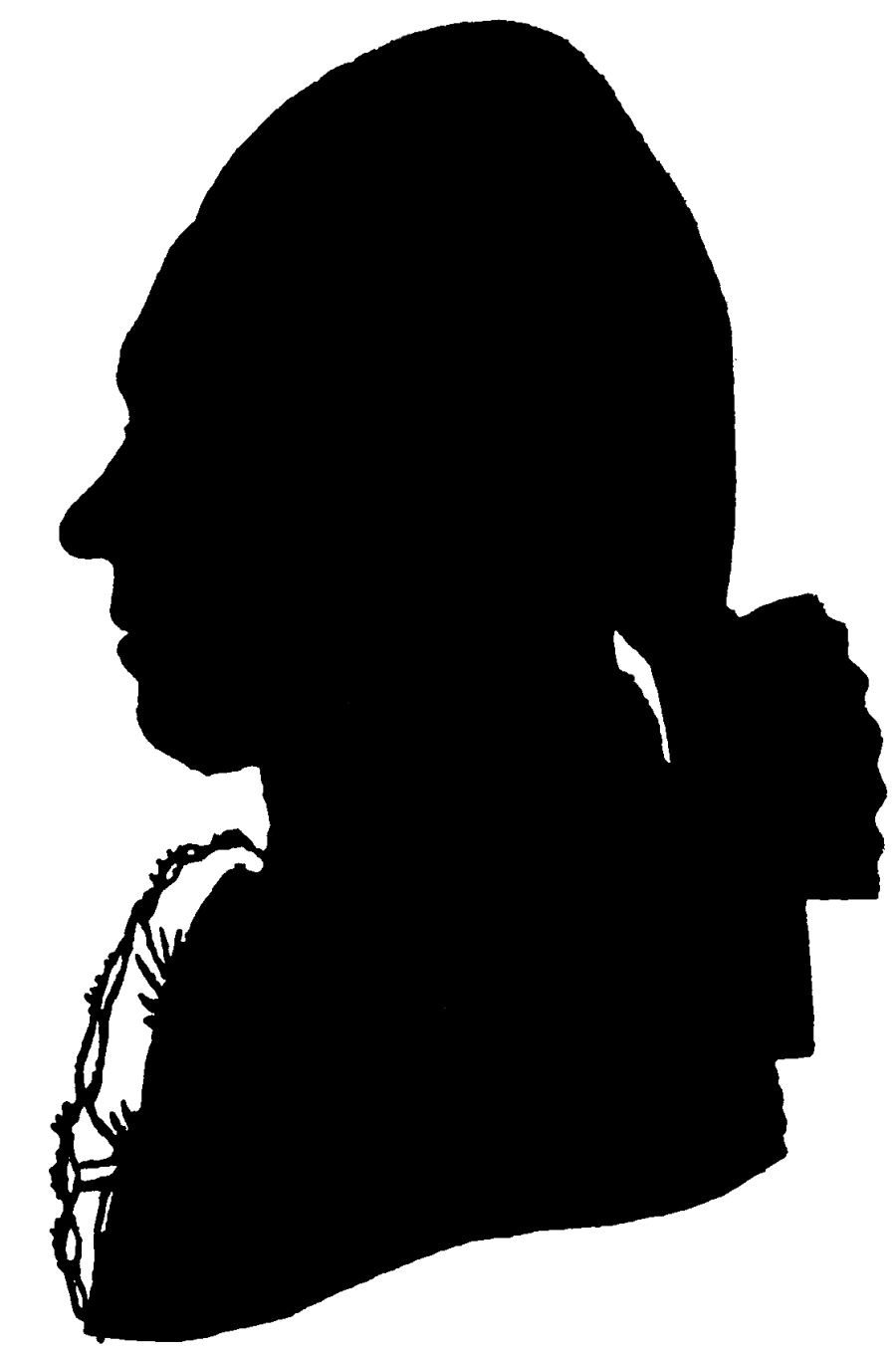
Йоган Фрідріх Антінг. «Петер Симон Паллас», 1784 рік

## Відродження наприкінці XIX ст

Композиція на поштівці 19 ст. в техніці силуету.

Призабута техніка була відновлена наприкінці XIX ст., коли до неї звернулись фахові майстри. Знову набули популярності силуети-портрети, силуети-книжкові ілюстрації. В очах нового покоління силует добре відтворював стилістику манірного рококо 18 століття чи культуру гинувших дворянських садиб.
Використовувалась техніка силуету і при створенні книжкових знаків — екслібрисів та для композицій на обкладинках видань.
Силует швидко потрапив в руки численних аматорів, котрі спокусились на невибагливу техніку їх створення та дешевизну матеріалів — малювання одною чорною фарбою, вирізання з чорного паперу, легкість виправлення невдалих частин. Відсутність фахової художньої освіти у аматорів спричинила розповсюдження шаблонного виконання чи популярних і модних стереотипів. В техніці силуету виконано чимало аматорських портретів — обов'язково у профіль, жінок в кринолінах чи з турнюрами тощо. Продукція аматорів мала невисокі художні якості і помітні обмеження в темах.
Силуетні композиції сягали рівня справжнього мистецтва в руках обдарованих митців (чоловіків і жінок-художниць) з гострим відчуттям краси гнучких, еластичних ліній і здібностями до нешаблонного бачення. Була і спроба перенести чорний силует в поштівку в 19 ст. Але швидкий розвиток друкарських технологій наприкінці 19 ст. і запровадження кольорового друку, що так сподобався малоосвіченим буржуазним споживачам, надзвичайно обмежив використання чорних силуетів в поштівках.
Класичним зразком використання силуету стануть ілюстрації художника В. Світальського до віршованого роману О. С. Пушкіна «Евгений Онегин» (1936 рік).

## Побутові сценки в мистецтві силуету

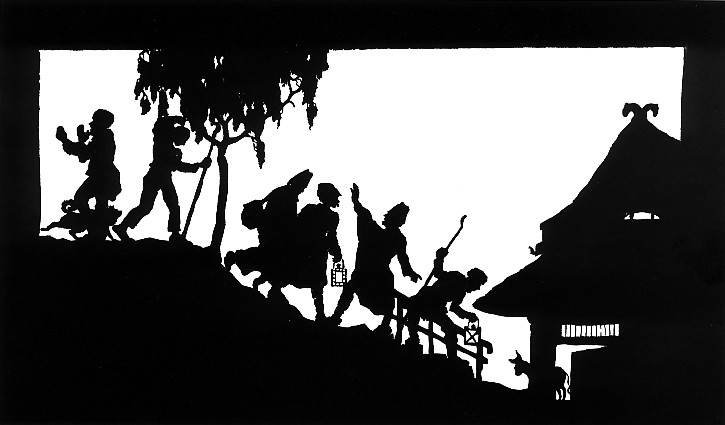
Вільгельм Гросс (1883—1974). Силует з сюжетом.

Силует як мистецтво виявився досить гнучким, аби дозволити художникам передавати економними засобами різноманітні сюжети від легендарних, романтичних і казкових до побутових чи еротичних. Силует як мистецтво виявився також надзвичайно наближеним до чорнофігурного вазопису Стародавньої Греції. Лише як носій зображень і сюжетів використано не кераміку (як у греків), а значно пізніше віднайдені папір і чорну туш.
Окрім носія зображень відповідно нових часів змінився і одяг персонажів, і самі сюжети.

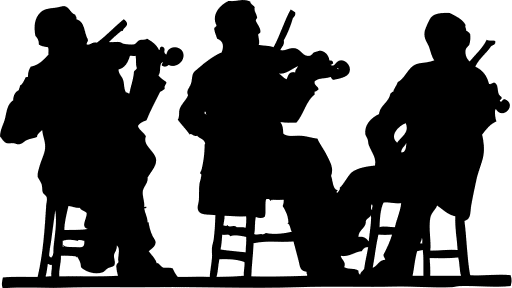
Пол Шерман (Paul Sherman). «Скрипалі»
Анонім 1920-х рр. «Прибирання пи́лу»
Анонім 1920-х рр. «Прибирання підлоги»

## Техніки виконання

Орнаментальний силует. Нова бібліотечка поезій, 1883 рік. (Сполучені Штати ?)

Звичайно силует виконується чорною тушшю на білому, витинається з темного паперу й наклеюється на ясне тло (може бути й навпаки). Виражальна скупість силуету вимагає від художника або декоратора пошуку лаконічних, легко зрозумілих форм. При створенні силуету важливими є рівновага площин, поєднання в абрисі різких та плавних контурів. Лаконічність силуету часто використовують при створенні емблем, алегорій, символів тощо. Рідше силует може виступати виражальним засобом у художній фотографії, графіці.
- найпростіша: намалювати силует на чорному папері і вирізати, наклеїти на білий папір зроблене зображення. Дає змогу довго виправляти невдалі місця. Цією технікою користувалась художниця Єлизавета Круглікова.
- Фаховий варіант: гравюра на міді, цинку, латуні або літографія. Потребує особливі фарби і знаряддя(літографське обладнання, верстат тощо.)

## Колекціонери силуетів
Поява силуетів в дворянському, богемному, міщанському побуті сприяла появі колекцій.
- Колекцію силуетів, зроблених майстром Сідо́ з членів її родини і її самої, мала імператриця Катерина II.
- Велику колекцію силуетів-портретів мав герцог Мекленбург-Штреліцький. Збірка нараховувала 183 аркуші і була передрукована технікою фотопітії у 1899 році. На сто років раніше був надрукований альбом силуетів роботи Антінга «Collection de cent silhouettes» (1791 р.)

## Перелік художників, що створювали силуети
- Сідо, Франція
  - Німеччина
- К. Шмідт
- Дуттенгофер,
- Мюльбах,
- Йоган Фрідріх Антінг,
- А.Коньовка,
  - Російська імперія
- Єлизавета Круглікова
- Сомов Костянтин Андрійович
- Бенуа Олександр Миколайович
- Добужинський Мстислав Валеріанович
- Світальський Володимир Олександрович
- Єлизавета Бем
- Н. Симонович-Єфимова
- Митрохін Дмитро Ісідорович
- Нарбут Георгій Іванович
- Сергій Чехонін
- В. Н. Литовський
- В. Д. Замирайло
  - Україна:
- Нарбут Юрій,
- Середа Антон Хомич,
- Жук Михайло Іванович
- О. Смутний
- X. Зелінська
- О. Марищук.

## Галерея

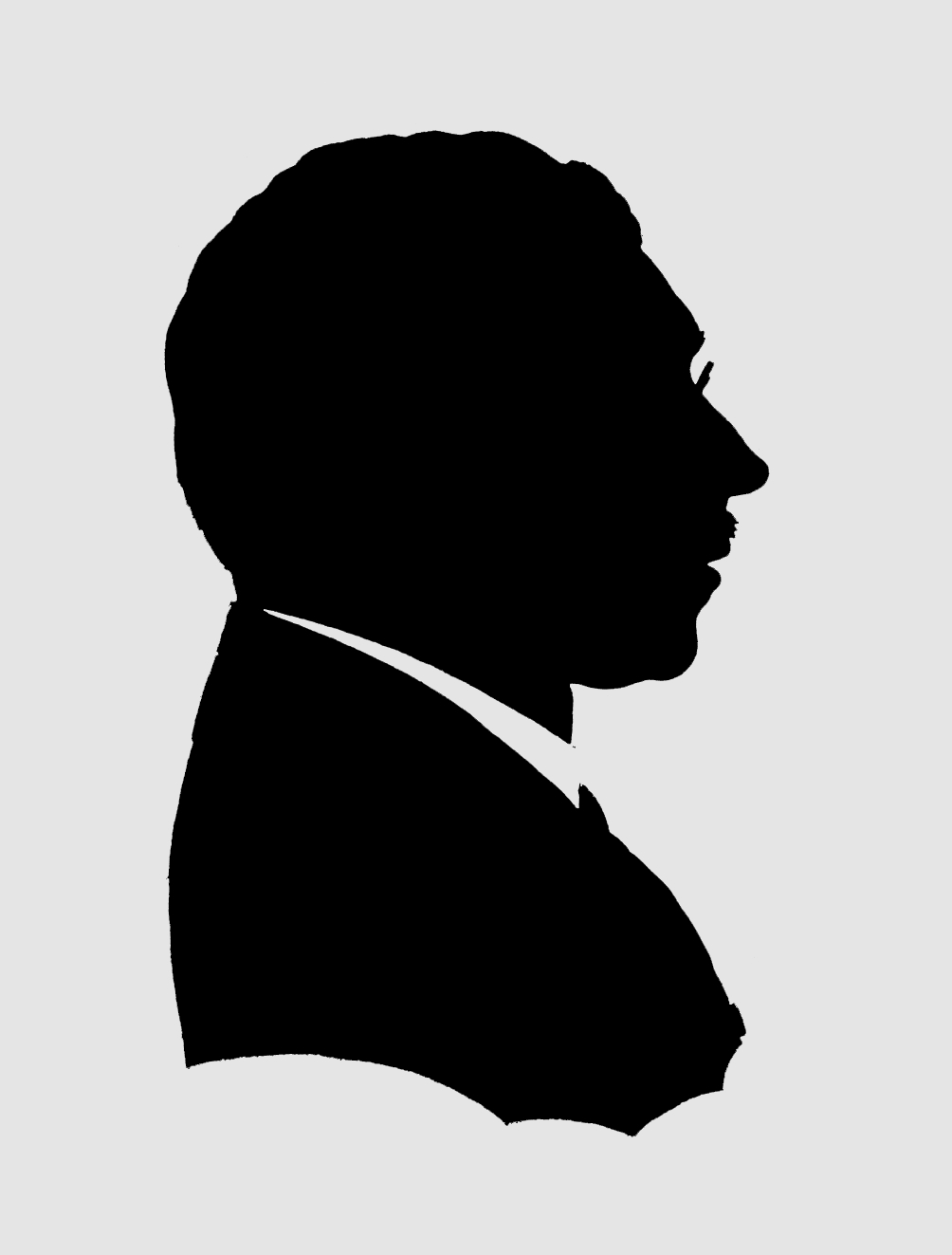
Художник Дмитро Митрохін, силует
Мейсен, порцеляна з декором в стилі рококо і силуетами. кінець 18 ст.
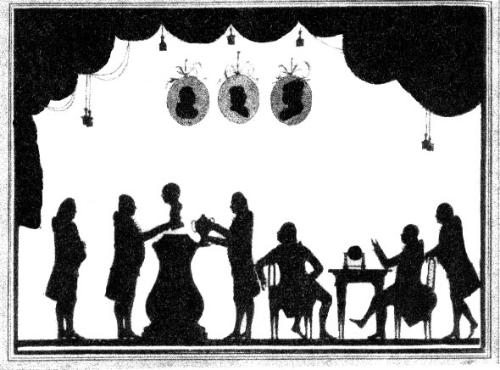
Йоган Фрідріх Антінг. «Пошанування померлого академіка Ейлера», 1784 рік
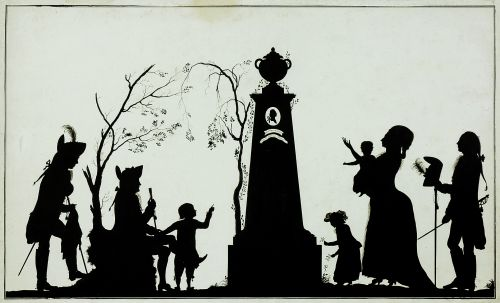
Йоган Фрідріх Антінг. «Родина Фрідріха Бауера відвідує його поховання», 1783 рік
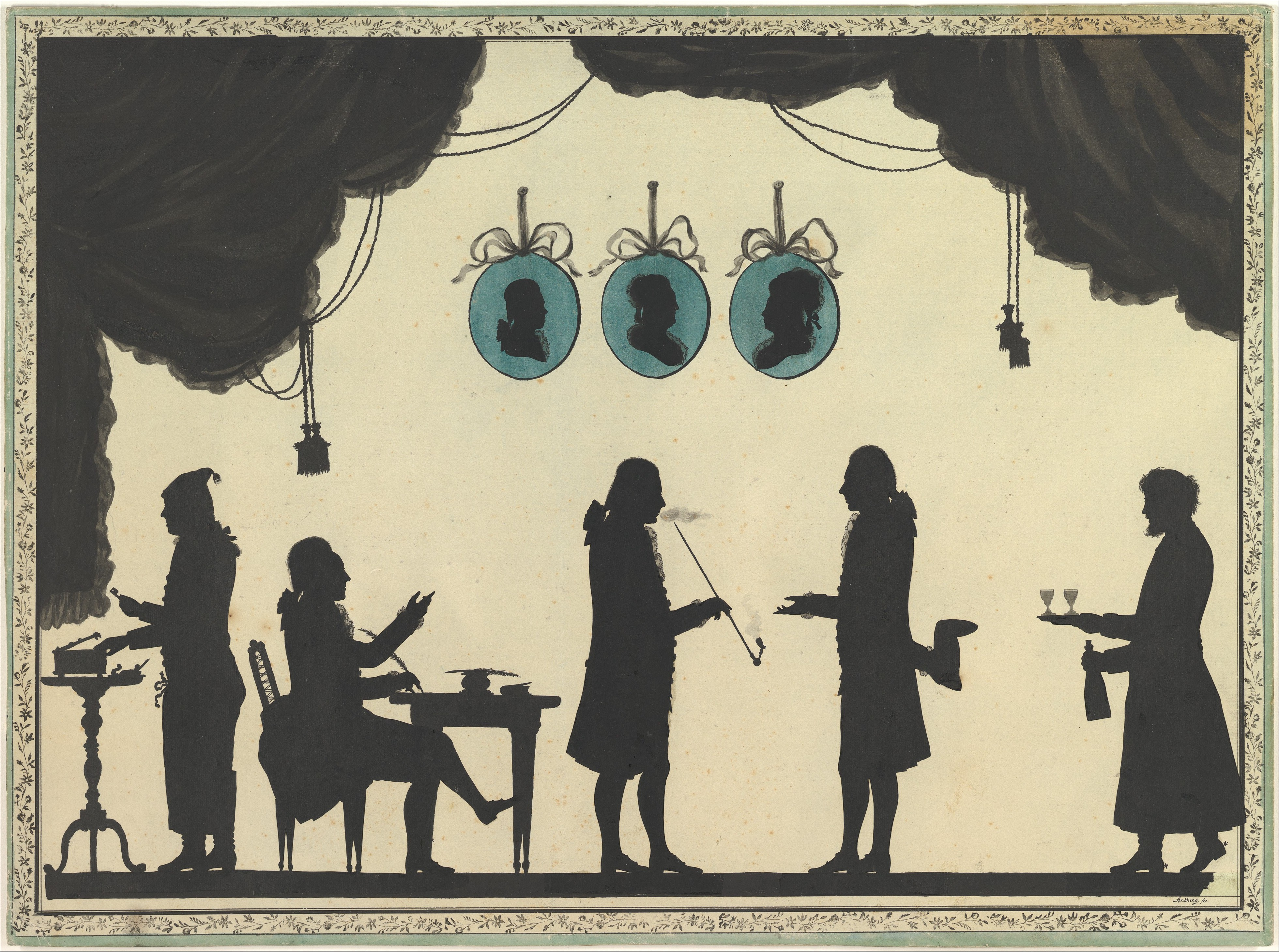
Йоган Фрідріх Антінг. «Давід Ретнген в товаристві в Санкт-Петербурзі», бл. 1784 року
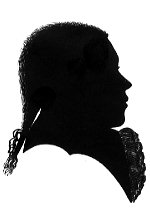
Силует Бетховена
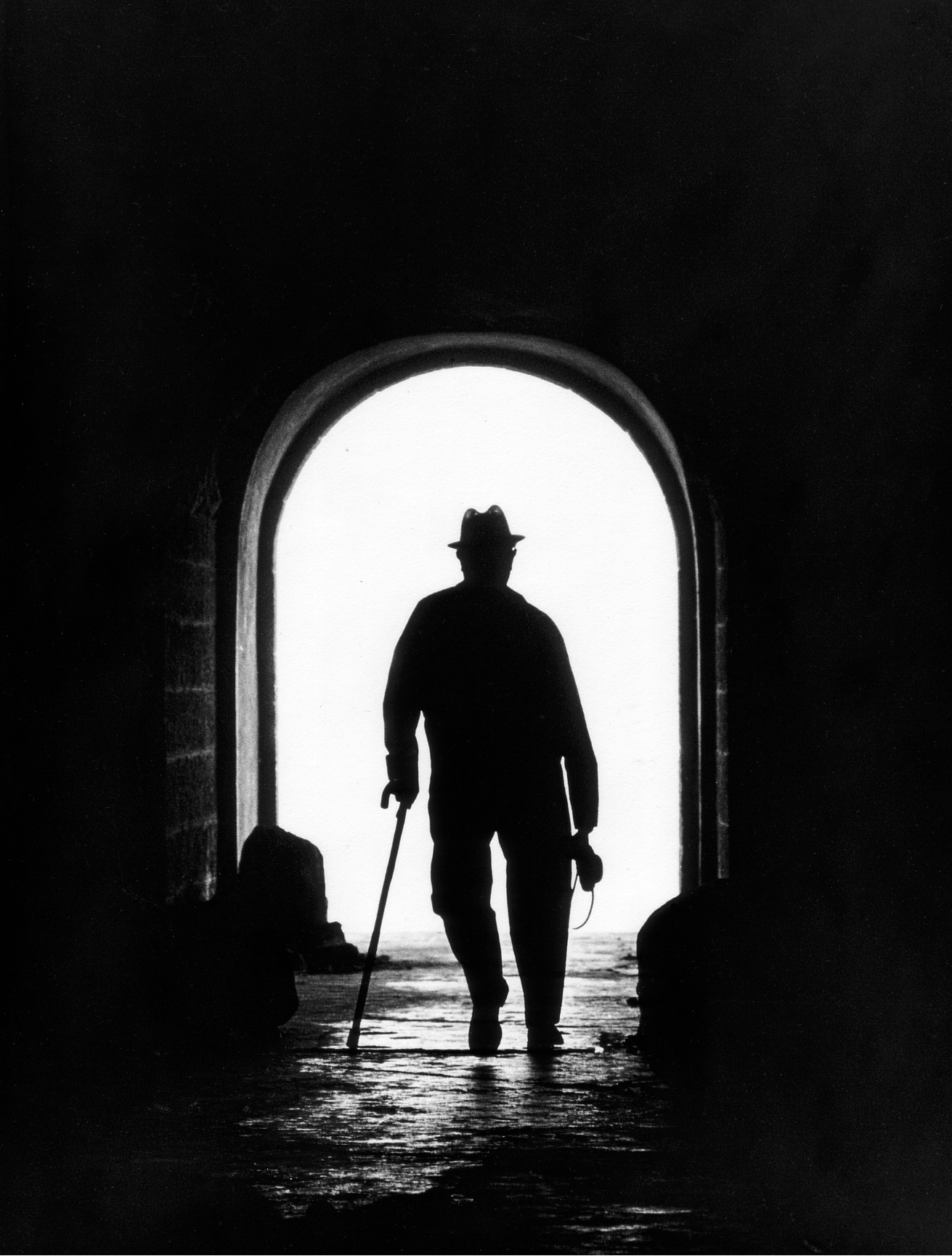
Силует як виражальний засіб у художній фотографії